# Szczelina w Tomanowym Grzbiecie I
Szczelina w Tomanowym Grzbiecie I – jaskinia w Dolinie Kościeliskiej w Tatrach Zachodnich. Ma dwa otwory wejściowe znajdujące się na wschodnim zboczu Doliny Tomanowej, powyżej Kazalnicy i Jaskini Zawaliskowej Tomanowej, od strony Czerwonego Żlebu, na wysokościach 1777 i 1775 m n.p.m. Długość jaskini wynosi 20 metrów, a jej deniwelacja 5 metrów.

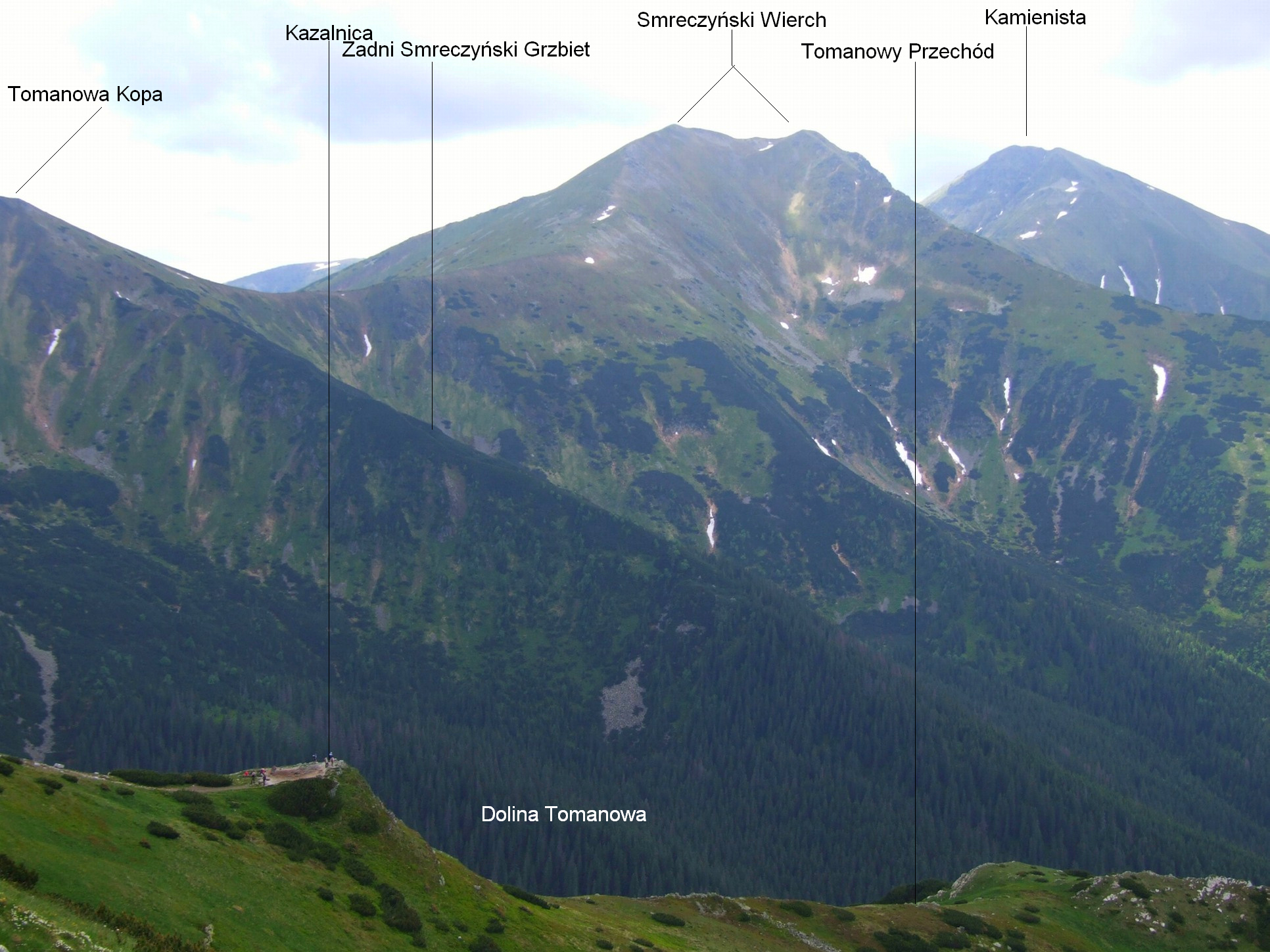
Na dole po lewej Kazalnica

## Opis jaskini
Jaskinią jest szczelina prowadząca od otworu zachodniego (wyżej położonego) do otworu południowego. Z otworu zachodniego schodzi się do niej przez 2,3-metrowy prożek.
Idąc szczeliną w dół dochodzi się do leżących w niej want, gdzie na prawo prowadzi wąski korytarzyk do otworu południowego.

## Przyroda
W jaskini nie ma nacieków. Prawdopodobnie przez cały rok leży w niej śnieg. Rosną w niej porosty i glony.

## Historia odkryć
Jaskinia znana była od dawna. Jej dokumentację sporządziła 22 lipca 1994 roku I. Luty przy współpracy M. Kurczewskiego.